# Tevatron

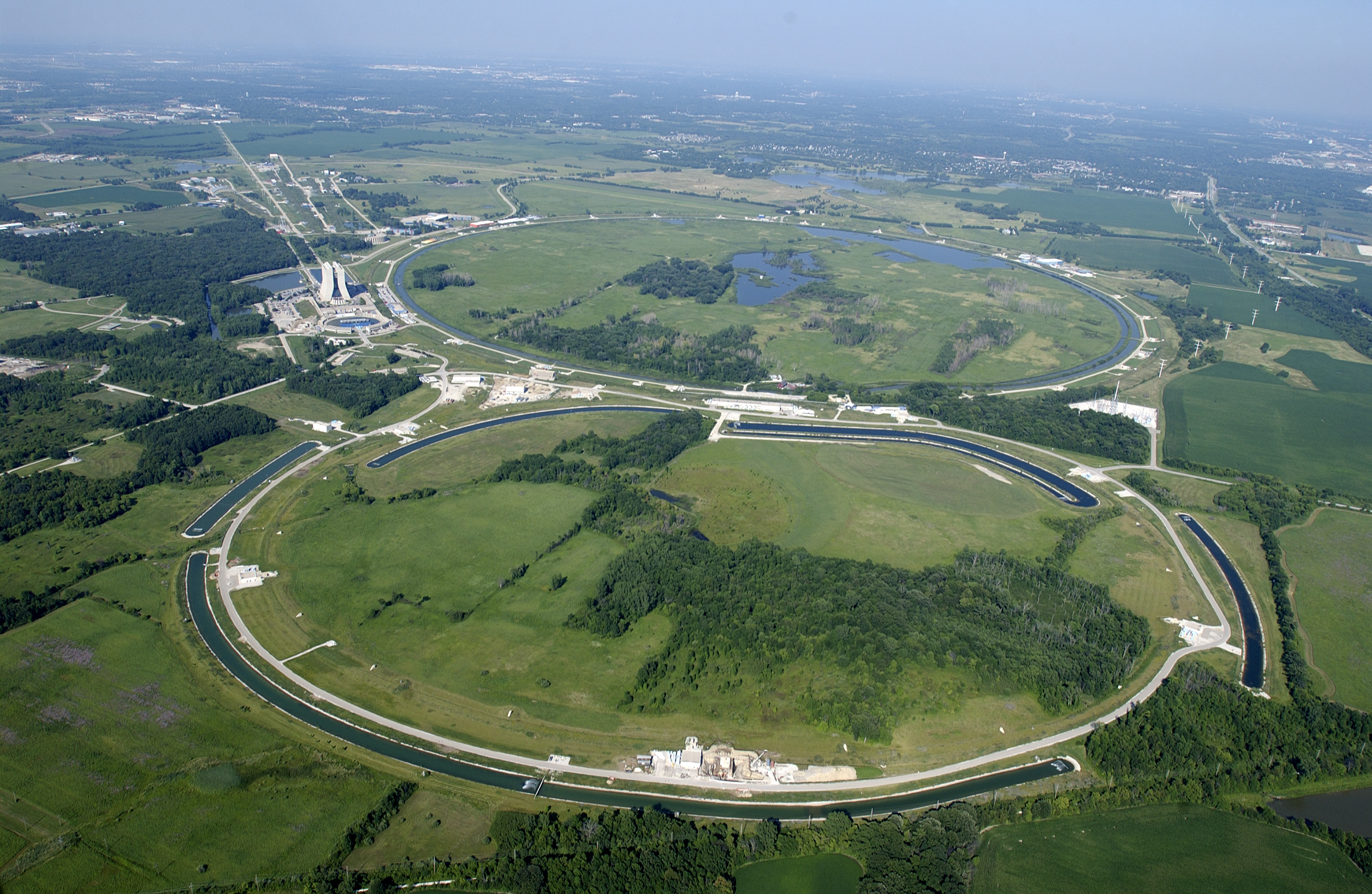
Fermilab sett från luften, med Tevatronens huvudring (bortre ringen) och injektorring (närmre ringen).

Tevatron, på svenska även Tevatronen (engelska: The Tevatron) eller Tevatronacceleratorn, var en cirkulär partikelaccelerator vid Fermilab utanför Batavia, Illinois. Den var i drift från 1983 till 2011 och hade de högsta kollisionsenergierna i världen fram till att Large Hadron Collider vid CERN öppnades 2008. Tevatronen var en synkrotron som accelererade protoner och antiprotoner i en 6,3 kilometer lång ring med energier upp till 1 TeV (teraelektronvolt), därav namnet.